# League of Ireland Cup 2020
La League of Ireland Cup 2020, nota anche come EA Sports Cup 2020 per ragioni di sponsorizzazione, è stata la 47ª edizione della manifestazione calcistica. La competizione è iniziata l'8 marzo e si è conclusa in anticipo a causa della pandemia di COVID-19. Il Dundalk era la squadra campione in carica.

## Formula
Tutte le squadre della Premier Division 2020 entrano al secondo turno.
La formula prevede un primo e secondo turno preliminare con scontri diretti e una fase finale, a partire dai quarti di finale, in gara unica.

## Primo turno
| Squadra 1      | Risultato       | Squadra 2       |
| -------------- | --------------- | --------------- |
| 8 marzo 2020   |                 |                 |
| Cabinteely     | 4 - 3 (dts)     | Crumlin United  |
| 10 marzo 2020  |                 |                 |
| UCC            | 1 - 1 (3-4 dtr) | Cobh Ramblers   |
| Galway United  | 2 - 0           | Athlone Town    |
| Wexford Youths | 1 - 2 (dts)     | Bray Wanderers  |
| Annullate      |                 |                 |
| Longford Town  | -               | Cockhill Celtic |
| Drogheda Utd   | -               | UCD             |